# Biserica reformată din Târgu Secuiesc
Biserica reformată din Târgu Secuiesc este un monument istoric aflat pe teritoriul orașului Târgu Secuiesc.

## Galerie

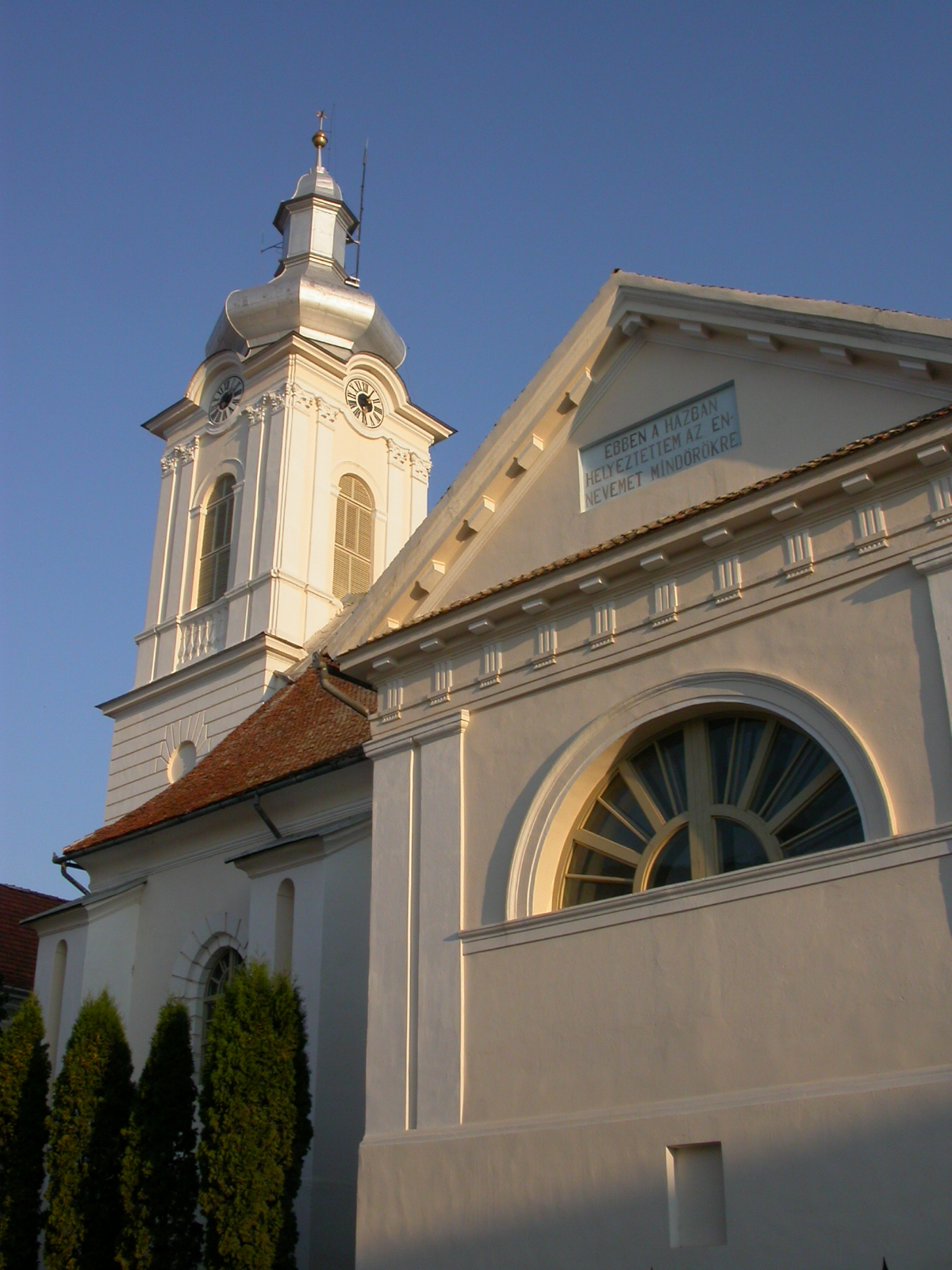
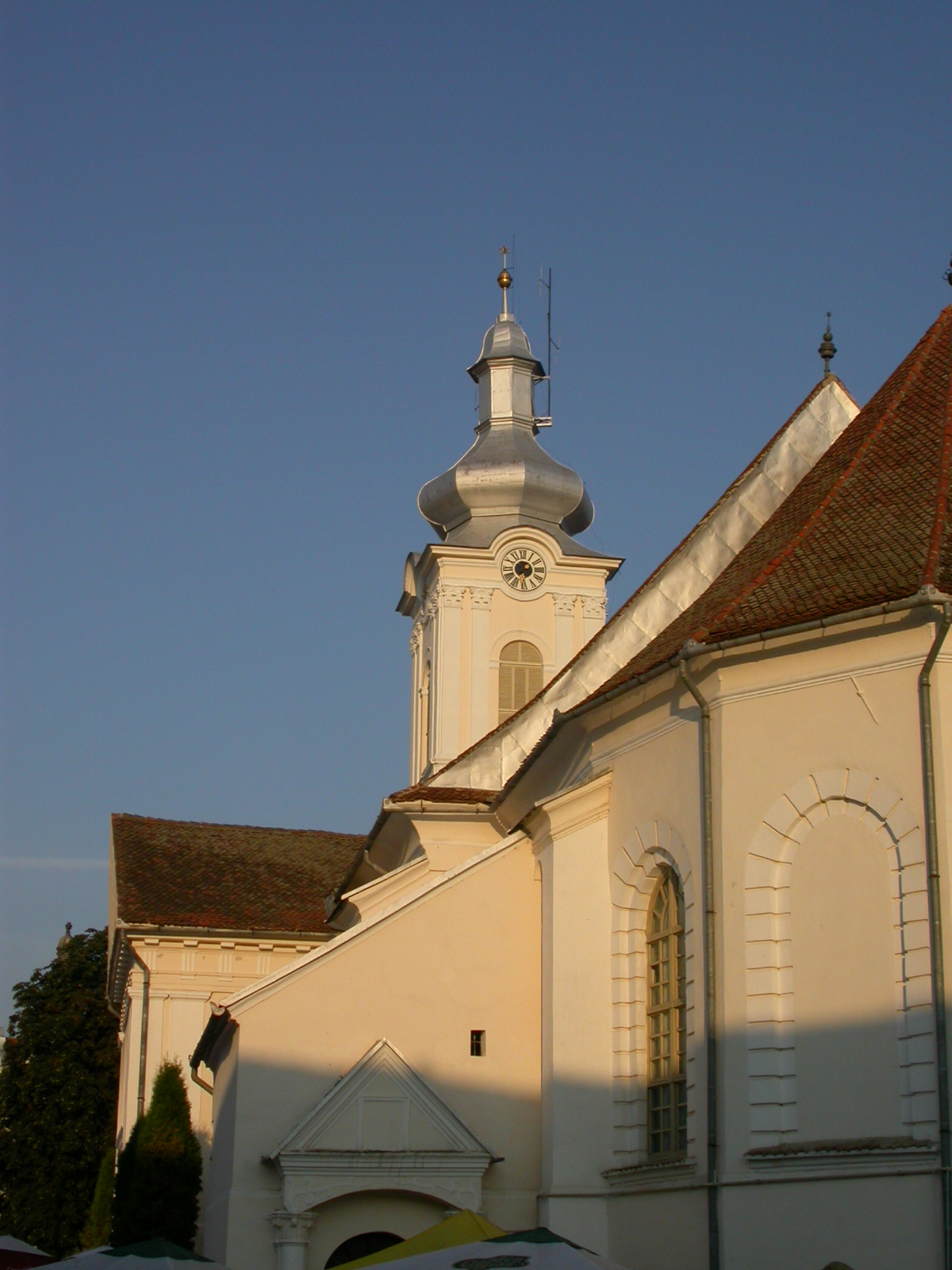
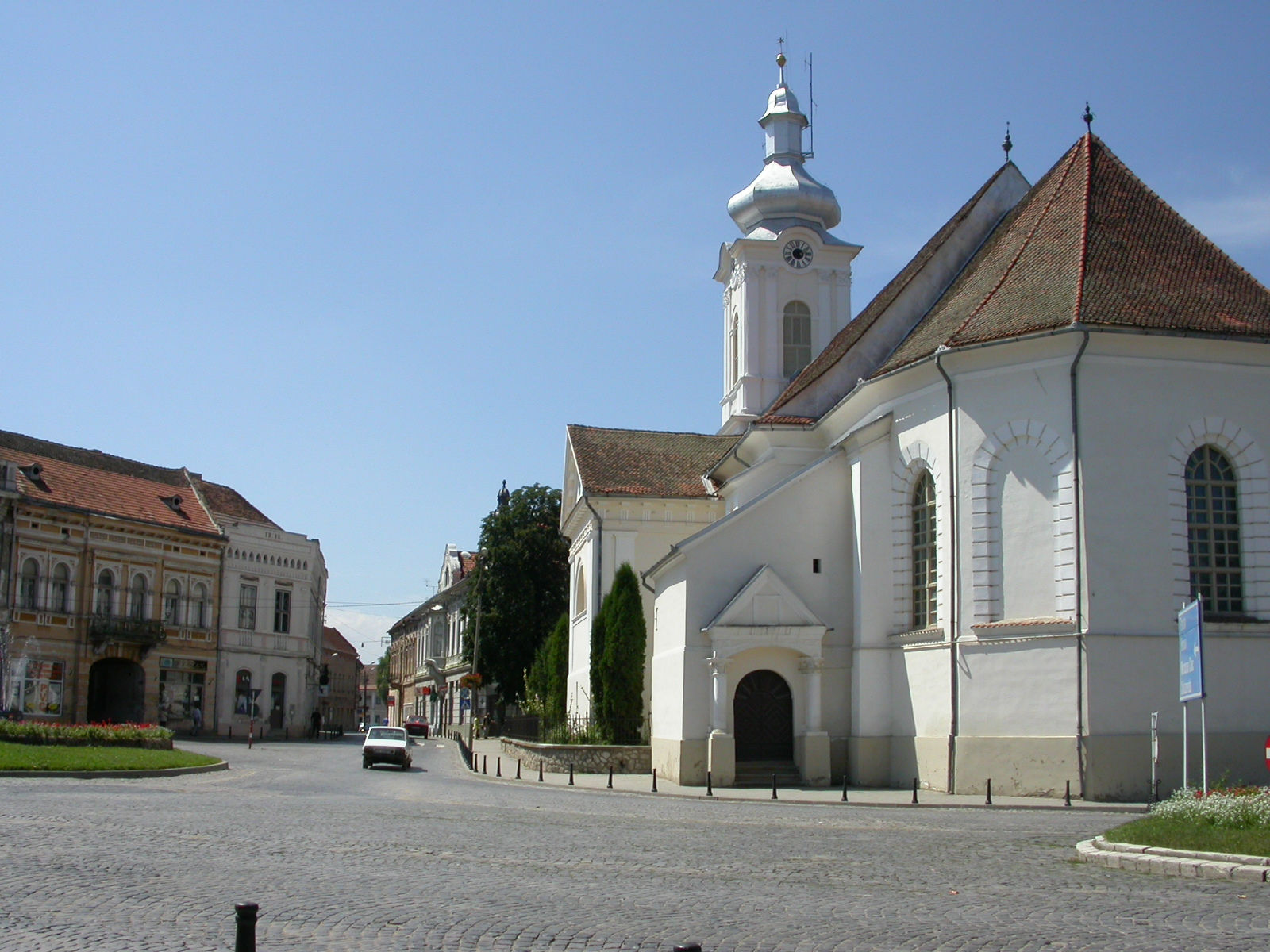
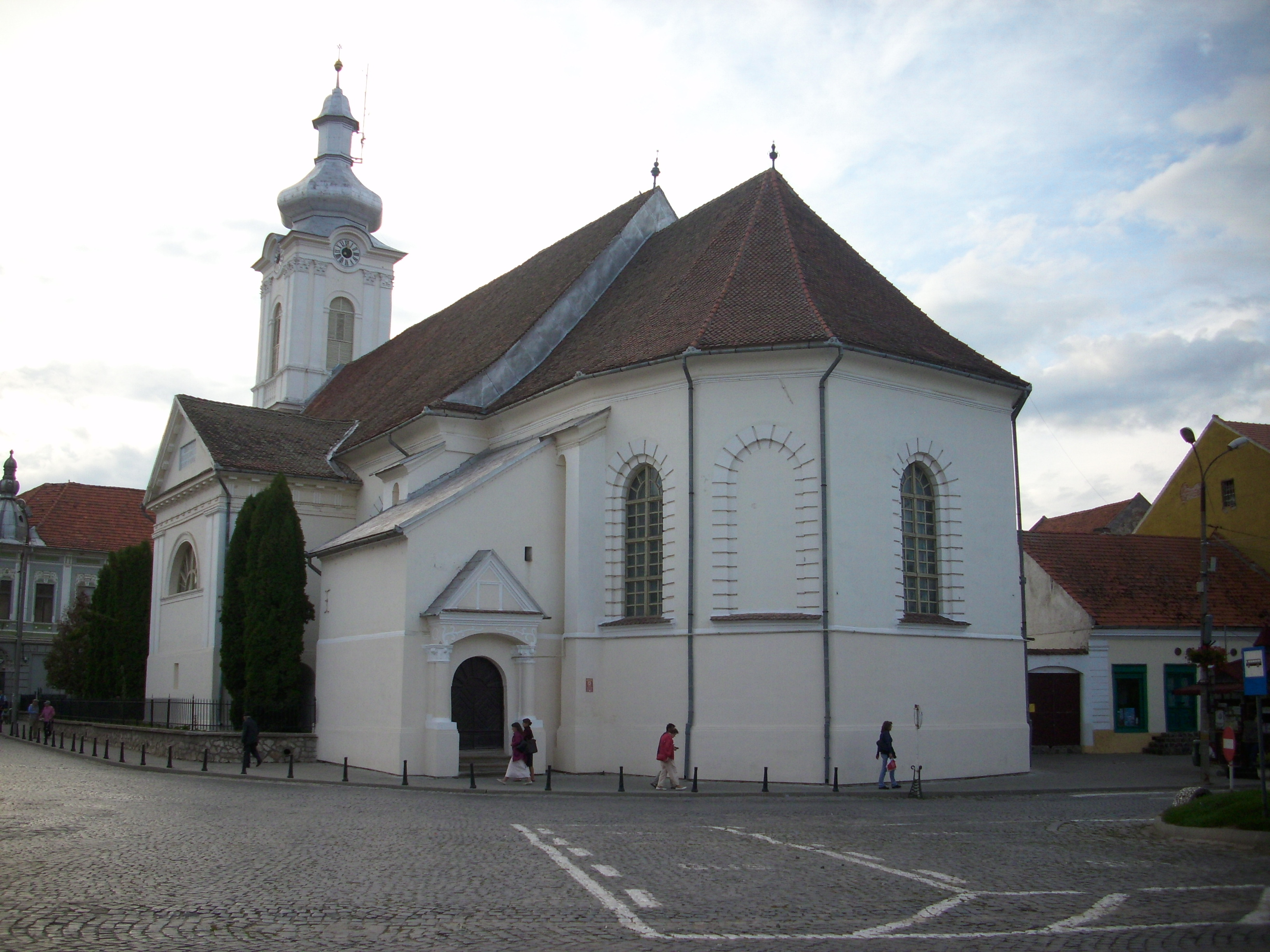